# Spilogona japonica
Spilogona japonica este o specie de muște din genul Spilogona, familia Muscidae, descrisă de Shinonaga în anul 2000. Conform Catalogue of Life specia Spilogona japonica nu are subspecii cunoscute.